# Helius (Helius) rostratus
Helius (Helius) rostratus is een tweevleugelige uit de familie steltmuggen (Limoniidae). De soort komt voor in het Afrotropisch gebied.